# Janzūr
Janzūr (in arabo جنزور‎?), riportato anche come Janzour, Zanzur, Ğanzũr o Gianzur, è una città della Libia nord-occidentale sita nel distretto di Zawiya nella regione della Tripolitania.

## Geografia fisica
Janzūr è situata nella parte nord-occidentale della Tripolitania lungo la costa del mar Mediterraneo, a circa 16 chilometri a sud-ovest di Tripoli.

## Storia
La località è stata teatro di due importanti scontri durante la guerra italo-turca. La prima battaglia avvenne l'8 giugno 1912 e vide gli italiani impossessarsi delle postazioni ottomane attorno a Sidi Abd el-Gelil, a nord di Gianzur. Il secondo scontro, che vide gli italiani prevalere contro i turchi e i locali miliziani arabi, fu combattuto a nel margine sud dell'oasi di Gianzur.

## Infrastrutture e trasporti

### Ferrovie
La città è dotata di una propria stazione ferroviaria posta lungo la dismessa ferrovia Tripoli-Zuara, inattiva dal 1962.